# Claude Rey
Pour les articles homonymes, voir Claude Rey (homonymie) et Rey.
Claude Rey est un footballeur français né le 22 septembre 1935 à Champagne-sur-Seine (Seine-et-Marne). 
Il a commencé sa carrière dans le Nord, à l'US Valenciennes Anzin, puis au CO Roubaix-Tourcoing. Il rejoint en 1959, les Girondins de Bordeaux. Il évolue pendant huit ans comme arrière-central dans le club au scapulaire sous la houlette de Salvador Artigas : il joue le 10 mai 1964 à Colombes, une finale de la Coupe de France perdue contre l'Olympique lyonnais, 2 à 0 ; puis en 1965 et 1966, avec les Bordelais il termine deuxième du championnat.

## Palmarès
- Vice-Champion de France en 1965 et 1966 avec les Girondins de Bordeaux
- Finaliste de la Coupe de France en 1964 avec les Girondins de Bordeaux